# ورقة 1 روبية هندية
تتكون الورقة النقدية الهندية فئة 1 روبية (₹1) من 100 بيزو، حيث أن الروبية الواحدة ₹1 تساوي 100 بيزو. تعتبر تلك الورقة حاليًا هي أصغر ورقة نقدية هندية متداولة، والوحيدة التي تصدرها حكومة الهند، حيث يتم إصدار جميع الأوراق النقدية الأخرى المتداولة من قبل بنك الاحتياطي الهندي . ونتيجة لذلك، تعتبر تلك الورقة هي الوحيدة التي تحمل توقيع وزير المالية وليس محافظ بنك الاحتياطي الهندي. يُستخدم الورق الأخضر الوردي في الغالب أثناء طباعتها.
طُرحت الورقة النقدية بقيمة 1 روبية لأول مرة في 30 نوفمبر 1917، ولكن توقفت الطباعة في عام 1926،  ثم استؤنفت الطباعة في عام 1940 واستمرت حتى عام 1994، عندما توقفت مرة أخرى بسبب تدابير خفض التكاليف. واستؤنفت الطباعة للمرة الثانية في عام 2015. ظهرت الفئات الحديثة من العملة لأول مرة في 5 مارس 2015 في معبد سريناثجي بولاية راجاستان على يد راجيف مهريشي وزير المالية.قرر بنك الاحتياطي الهندي مرة أخرى إصدار هذه المذكرات وفقًا للمنشور في جريدة الهند بتاريخ 7 فبراير 2020.

## اللغات
كما هو الحال مع الأوراق النقدية الأخرى للروبية الهندية، كُتبت قيمة الورقة النقدية بقيمة 1 روبية هندية بـ 17 لغة. كُتبت القيمة على الوجه باللغتين الإنجليزية والهندية، بينما يُظهر الوجه الآخر قيمة الورقة بـ 15 لغة من أصل 22 لغة رسمية في الهند معروضة بالترتيب الأبجدي. شملت اللغات المدرجة الأسامية، والبنغالية، والغوجاراتية، والكانادية، والكشميرية، والكونكانية، والمالايالامية، والماراثية، والنيبالية، والأودية، والبنجابية، والسنسكريتية، والتاميلية، والتيلجو والأردية.
| قيمة الورقة النقدية باللغات الرسمية على الوجه الأول (في أسفل كلا الطرفين) | قيمة الورقة النقدية باللغات الرسمية على الوجه الأول (في أسفل كلا الطرفين) |
| اللغة                                                                     | قيمة الـ1 روبية هندية                                                     |
| ------------------------------------------------------------------------- | ------------------------------------------------------------------------- |
| الإنجليزية                                                                | ألف روبية                                                                 |
| الهندية                                                                   | एक हज़ार रुपये                                                                |
| قيمة الورقة النقدية باللغات الأخرى على الوجه الآخر (في أسفل كلا الطرفين)  |                                                                           |
| الأسامية                                                                  | এহেজাৰ টকা                                                                   |
| البنغالية                                                                 | এক হাজার টাকা                                                                 |
| الغوجاراتية                                                               | એક હજાર રૂપિયા                                                                |
| الكانادا                                                                  | ಒಂದು ಸಾವಿರ ರುಪಾಯಿಗಳು                                                              |
| الكشميري                                                                  | ساس رۄپیہِ                                                                 |
| الكونكانية                                                                | एक हजार रुपया                                                                |
| المالايالامية                                                             | ആയിരം രൂപ                                                                    |
| المهاراتية                                                                | एक हजार रुपये                                                                |
| النيبالية                                                                 | एक हजार रुपियाँ                                                                |
| أوديا                                                                     | ଏକ ହଜାର ଟଙ୍କା                                                                |
| البنجابية                                                                 | ਇਕ ਹਜ਼ਾਰ ਰੁਪਏ                                                                |
| السنسكريتية                                                               | सहस्रं रूप्यकाणि                                                                |
| التاميل                                                                   | ஆயிரம் ரூபாய்                                                                  |
| التيلجو                                                                   | వెయ్యి రూపాయలు                                                                  |
| الأردية                                                                   | ایک ہزار روپیے                                                            |

## معرض صور

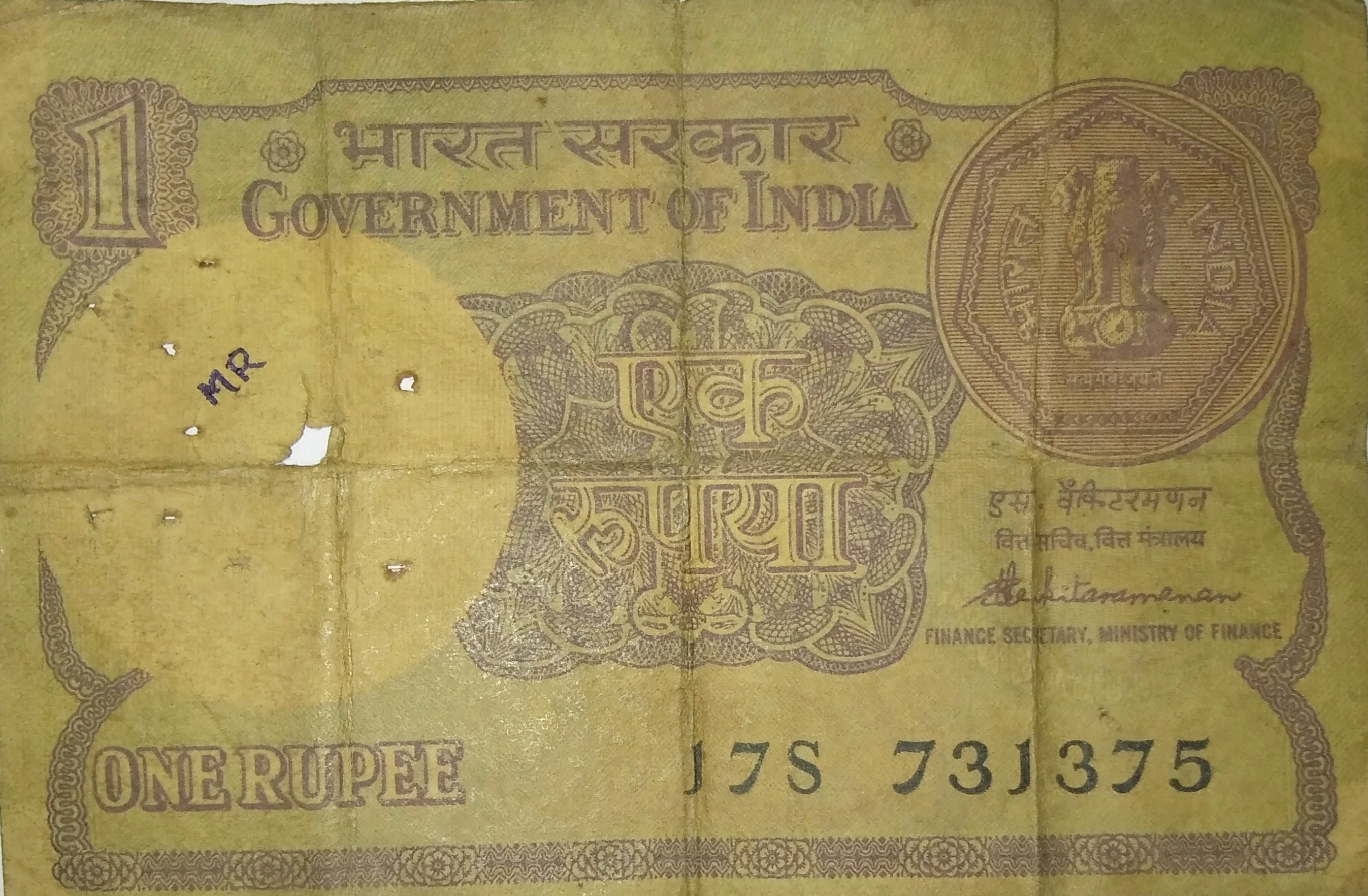
روبية هندية واحدة